# 志野流
志野流（しのりゅう）は、志野宗信を始祖とする室町時代から現在まで香道の道統を唯一途絶えることなく継承してきた流派であり、現家元一枝軒宗苾で21代を数える。15代宗意まで宗家は京都にあったが、幕末の混乱期に尾張徳川家の教えを受け尾張に移る。
現在教場は全国に約200ヶ所、また海外支部として、パリ教場・ランス教場・グラース教場・ニース教場・ロンドン教場・ミラノ教場・ボローニャ教場・北京教場・上海教場・杭州教場・台北教場他へと展開している。なお、志野流の家元は「志野流茶道」の家元でもある。
1988年（昭和63年）7月13日に「志野流香道」として愛知県名古屋市の無形文化財に指定されている。

## 歴史
香道は、茶道・華道・能などとともに室町時代に誕生、婆沙羅大名はじめ一部上流階級の贅を極めた芸道として発展してきた。なかでも香道は、それら中世芸道のエッセンスを凝縮した文化として洗練度を高め、当時としては非常に稀少な東南アジア産の天然香木を研ぎ澄まされた感性で判別するという、独自の世界を構築するに至った。東山文化のリーダー足利義政の同朋衆だった志野宗信が香道を体系化、江戸時代には貴族、僧侶、武士、町人、更に一部農民にまで志野流の門人は増大していく。以来、志野流は、香道発祥以来の歴史と伝統を500年に亘り父子相伝によってひたむきに守り続け、唯一絶えることなく現代に継承し現家元で21代を数えるまでに至る。近年は、香りブームの中で、高尚な伝統文化としても再び見直され世界からも注目を浴びており、現在、香道をユネスコの無形文化遺産登録に向けて活動中である。

## 歴代家元
| 代     | 道号     | 斎号           | 生没年                | 備考           | 志野系香匠                                                                                 |
| ------ | -------- | -------------- | --------------------- | -------------- | ------------------------------------------------------------------------------------------ |
| 初     | 宗信     | 松隠軒         | 1443年-1523年3月18日  | 足利義政御師範 | 村田珠光、飯尾宗祇、帰牧庵玄清、咲山軒大喝、二階堂行二                                     |
| 二     | 宗温     | 参雨斎         | 1477年-1557年         | 宗信嫡子       | 村田珠光、武野紹鴎、今小路道三、神田次郎九郎、中川助之進親良、細川幽斎、三好長慶、松永弾正 |
| 三     | 省巴     | 不寒斎         | 1502年-1571年         | 宗温次子       | 千宗易                                                                                     |
| 四     | 宗悟     | 休斎           | 不詳-1584年8月18日    | 敦賀侍従一子   | 今井宗久、津田宗及、蒲生氏郷、建部隆勝                                                     |
| 五     | 宗因     | 一任斎         | 不詳-1607年9月24日    | 宗悟嫡子       | 織田有楽、古田織部、本阿弥光悦、烏丸光広、細川三斎、三宅亡羊、金森宗和                     |
| 六     | 宗冨     | 桂山           | 不詳-1660年           | 宗因一子       | 片桐石州、米川常白                                                                         |
| 七     | 宗清     | 黙斎           | 不詳-1688年10月18日   | 宗因次子       | 本阿弥光甫、藤村庸軒、住友吉左衛門                                                         |
| 八     | 宗栄     | 陽山           | 不詳-1728年4月26日    | 宗清一子       | 米川玄察                                                                                   |
| 九     | 宗先     | 葆光斎         | 1693年-1739年4月18日  | 宗栄嫡子       |                                                                                            |
| 十     | 勝次郎   |                | 1722年-1748年6月4日   | 宗先嫡子       |                                                                                            |
| 十一   | 勝次郎   | 豊光           | 1727年-1764年8月24日  | 宗先次子       | 観世新九郎豊純、表千家7代家元如心斎宗左                                                    |
| 十二   | 式部     |                | 不詳-不詳             | 岡本伯耆守一子 | 裏千家9代家元石翁玄室、島田貞卿、藤野昌章                                                  |
| 十三   | 式部豊充 |                | 不詳-1812年           | 岡本安房守一子 | 藤野春淳                                                                                   |
| 十四   | 貞重     | 常足庵         | 1759年-1826年11月4日  | 藤野春昌次子   | 十返舎一九、観世新九郎豊純、観世権九郎豊照、赤穂藩主森忠賛                                 |
| 十五   | 宗意     | 信好斎／閑斎   | 1803年-1881年3月18日  | 貞重長子       | 裏千家11代家元玄々斎宗室、関戸鉄太郎信房、岡谷惣助真純、伊藤次郎三衛門                     |
| 十六   | 宗敬     | 好古斎／士常斎 | 1837年-1890年9月3日   | 宗意次子       |                                                                                            |
| 十七   | 百枝     | 桂香庵         | 1834年-1907年1月18日  | 宗意長女       | 東山銀閣慈照寺住職元禎上人、京都鳩居堂熊谷直行、負野小左衛門宗易                           |
| 十八   | 宗致     | 頑魯庵         | 1874年-1931年12月11日 | 釈了吾長子     |                                                                                            |
| 十九   | 宗由     | 幽求斎         | 1902年-1988年3月23日  | 宗致長子       |                                                                                            |
| 二十   | 宗玄     | 幽光斎         | 1939年-               | 宗由長子       |                                                                                            |
| 二十一 | 宗苾     | 一枝軒         | 1975年-               | 宗玄長子       |                                                                                            |

### 【室町時代】

#### 初代 松隠軒宗信【1443年-1523年3月18日】

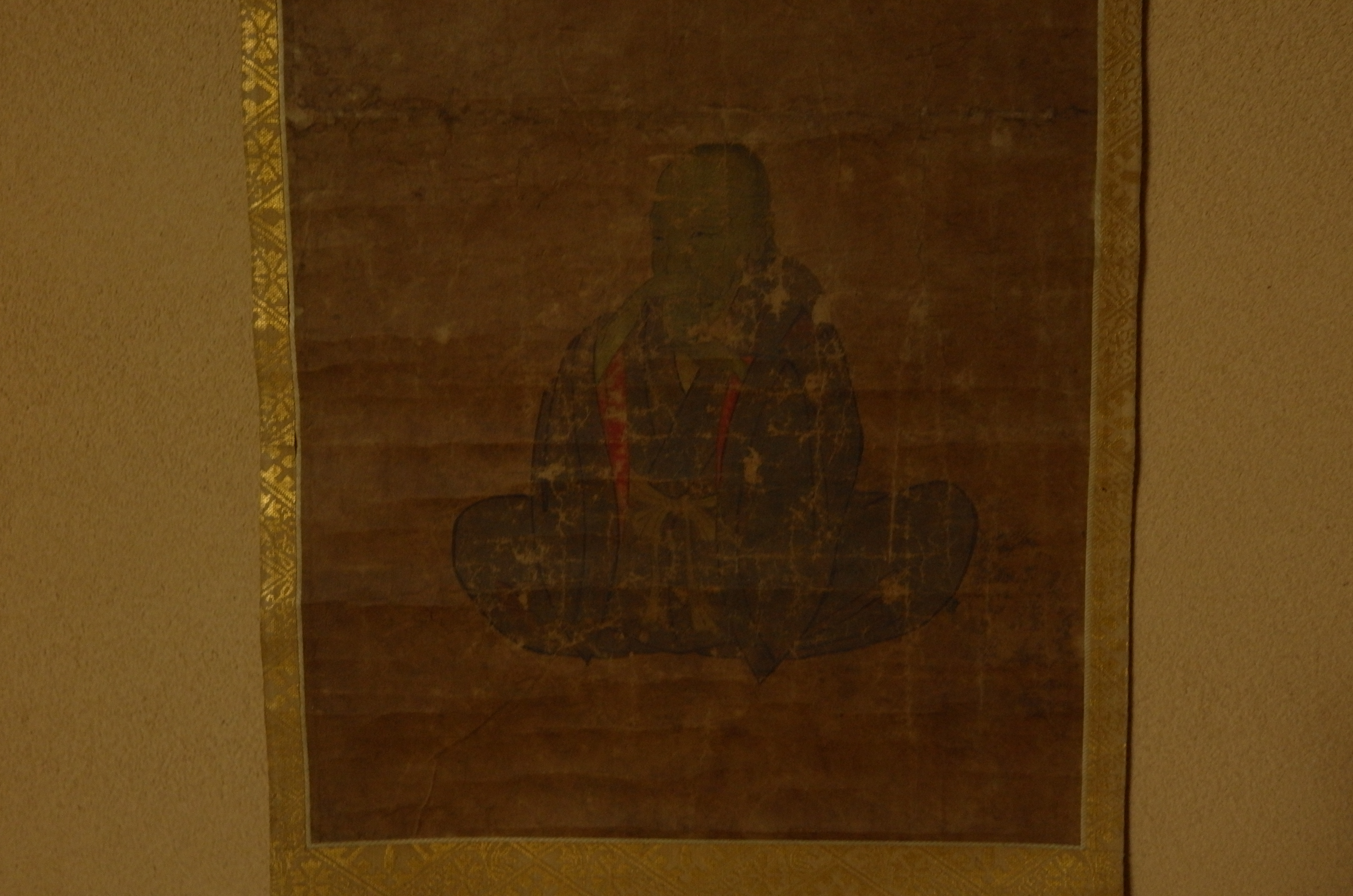
志野流初代 松隠軒宗信

志野流香道の祖、志野宗信（1443年-1523年3月18日）は、通称三郎左衛門といい、号は松隠軒。奥羽白河信夫の生まれで、上洛しては四条に住み、室町幕府、足利将軍家6代足利義教から8代足利義政まで仕えた近臣であった。宗信を取り巻く人物として牡丹花肖柏、村田珠光、宗祇法師、帰牧庵玄清、相阿弥、咲山軒大喝、二階堂行二といった当時文人、連歌師、また茶人としてその才能が天下に認められていた人達がいる。当時宗信は、名物の茶入他、数々の茶道具や、義政公より拝領の名香「蘭奢待」、御物青磁の香炉「都鳥」などを所持し、家宝としていた。

#### 二代 参雨斎宗温【1477年-1557年】
2代目宗温（1477年-1557年）は、宗信の末子で初め又三郎、後に三郎衛門祐憲、字は弥三郎といい落髪して参雨斎と号した。京都四条に住み、父宗信の土倉業を継ぎながら室町幕府11代将軍足利義澄、12代将軍足利義晴の二代将軍に仕えた。「茶ノ湯二達者、香ヲ聞クハ天下無双ナリ」と言われ、香だけでなく茶器の目利きでもあったことから名物道具を多く蒐集した。村田珠光らと交遊もあり、その門下には武野紹鴎、今小路道三、神田次郎九郎、中川助之進親良、細川幽斎、三好長慶、松永弾正、蒲生氏郷など高名な茶人も多い。

#### 三代 不寒斎省巴【1502年-1571年】
3代目省巴（1502年-1571年）は、宗温の次子で俗名弥次郎信賢、落髪して省巴、不寒斎と号した。和漢の文才に優れ、世に高き香道の宗匠として君臨するも、壮年の頃より多病にして公務塵世を厭い、香道の一切を高弟の蜂谷宗悟に託して京都市中を離れ、嵯峨に隠遁した。千利休を含む多くの門人を抱えた。省巴好といわれる「志野丸香棚」は卓の代わりに用いる棚で、床に置く時は上棚に香炉、下棚に香具・花の類を飾る。利休は左右の栓を中広に、宗旦は末広にして中を狭くしたという。

### 【安土桃山時代】

#### 四代 休斎宗悟【不詳-1584年8月18日】

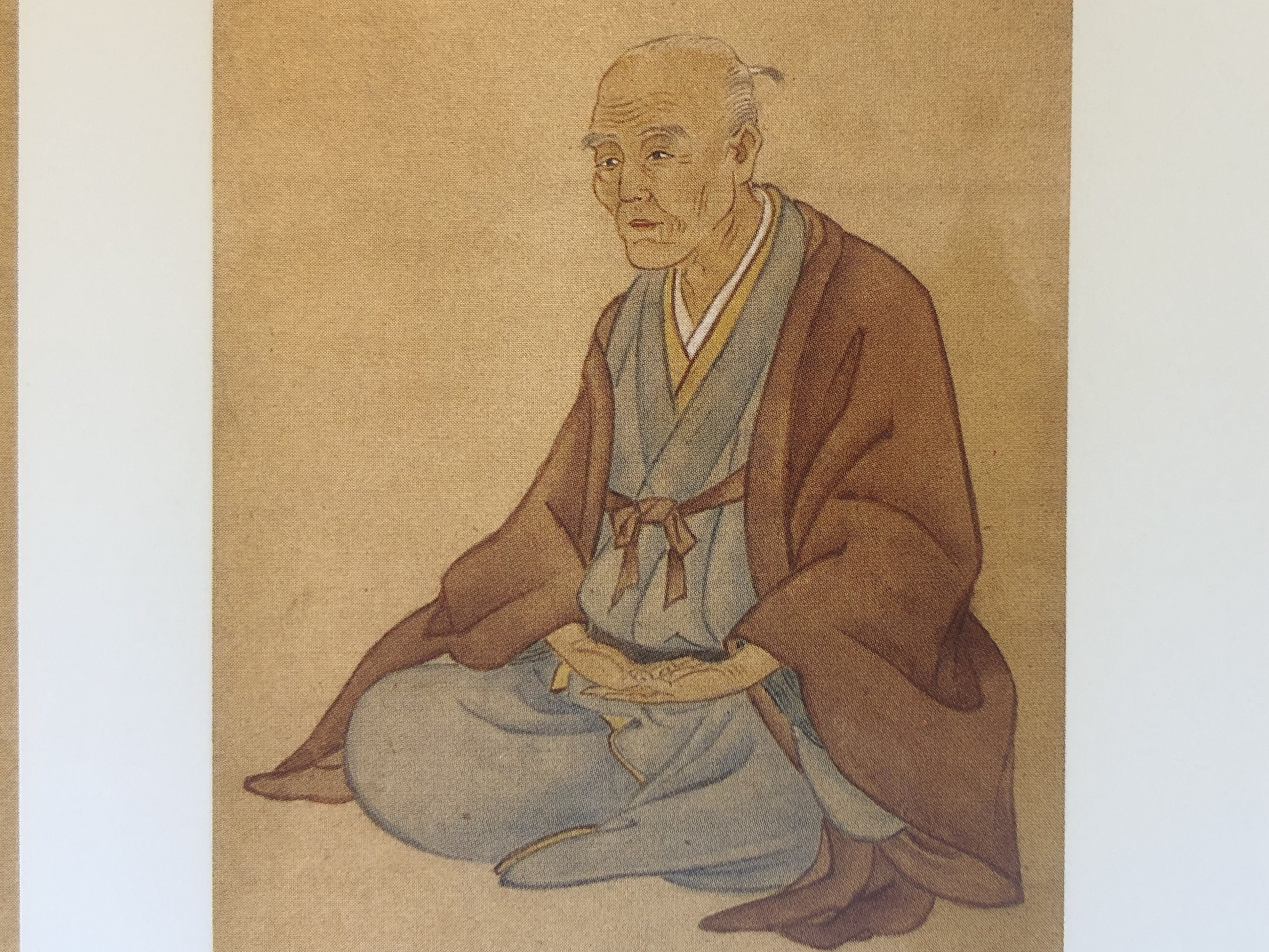
志野流4代家元 休斎宗悟

4代目宗悟（不詳-1584年8月18日）は、休斎と号し、省巴の門人にして建部隆勝と同門。入洛しては室町今出川、室町四条に住んだ。省巴嵯峨に隠遁の後、志野流4代の道統を継いだ。『蜂谷家香事伝来統系』によれば「蜂谷伯耆守頼重孫 居信州松本 始姓称松本 香事伝授於省巴隆勝両人 天正十二年八月十八日卒 茶事紹鴎弟子」とある。天正2年（1574年）3月28日の織田信長正倉院御物「蘭奢待」截香に同行した目付役蜂谷兵庫守は宗悟とされている。

#### 五代 一任斎宗因【不詳-1607年9月24日】
5代目宗因（不詳-1607年9月24日）は、『蜂谷家香事伝来統系』によると、宗悟の嫡子で号は一任斎、慶長12年（1607年）9月14日没とある。宗因は桃山時代から江戸時代初期にかけて香・茶に活躍した宗匠であり、門人には瀬田掃部、織田左門（道八）、医師の有間了及（菴臥雲）らがいる。父宗悟の時代は各種香合わせや炷継香が広く行われていたが、この頃より香道を嗜む女性や若者も徐々に増えつつあった。そうした時代背景をもとに、宗因は香道普及のため新しい組香や整理を試みる。それは6代目宗冨、7代目宗清へと受け継がれ、殊に後水尾院らによる勅撰の組香と相まって志野流組香「内十組」「三十組」「四十組」「五十組」「外組」「外盤物十組」の完成へと進展していく。また、宗因は当時頻繁であった香木の輸入に対して、その分類や附銘を盛んに行った。

### 【江戸時代】

#### 六代 桂山宗冨【不詳-1660年】
6代目宗冨（不詳-1660年）は、宗因次子で石見掾宗冨、号を桂山という。万治3年（1660年）没。既に宗因によって確立されつつあった香道の家としての世襲制を受け継ぐとともに、50年余りに亘る宗匠期間を通じて香道の諸式をまとめながら、流儀の体系化を押し進めて行くことになる。寛永10年（1633年）7月7日仙洞御所に於いて後水尾院の催した七夕七種御遊の内、七夕香の会では香元（手前）を務めた。蜂谷家蔵書『後水尾院七夕七遊七炷香之記』によれば、この日は晴天で、朝卯の下剋（7時）から子の下剋（夜12時過ぎ）に及んで、立花・七炷香・和漢連句・詩・和歌・管弦・碁象戯の七遊が催され、この時の組香は、上皇をはじめとして公卿、法親王から宗冨まで49名の名が記され、巳の半剋（10時過ぎ）に始まり、午の上剋（12時）まで行われた。また、宗冨席主の「宗因追善香の会」には千宗旦が列席し、上客を務めている。

#### 七代 黙斎宗清【不詳-1688年10月18日】
7代目宗清（不詳-1688年10月18日）は、『志野流香道大系図』に、「俗名石見然斎ト云、宗冨弟ニシテ一道相続ス」とあり、門人には中川玄蕃、本阿弥光甫、里村昌屋、住友吉左衛門、院経師當蔵、梅山軒等がいる。この時代になると、香を弄ぶことが公家や武家、寺家などの他に新興の商人や裕福な町人にまで浸透していた。また、宗清は宗旦亡き後、「宗旦追善香の会」を催したが、以降も千家との繋がりは永く保たれ、志野流に伝わる『諸国香道門人帳』には千如心斎宗左、同じく玄室等の名も書き残され、代々千家が志野流の門人であったことがわかる。

#### 八代 陽山宗栄【不詳-1728年4月26日】
8代目宗栄は、「俗名石見後法名ヲ陽山 宗清嫡子一道相続」と『志野流香道大系図』にあり、5代将軍徳川綱吉から、家宣、家継、8代吉宗へと移行する時代に活躍した家元である。この時期に芸道における「家元制度」が確立される。宗栄は、父宗清亡き後40年の長きにわたり香道宗匠を務めた。その間、新興町人や裕福な農民の間にも香道に興味関心を持つ者が現れ、香道人口増加の中、家元一人が弟子に直接教えることが困難となり、志野流香道の伝統を守るため種々の改革を行った。宝永7年（1710年）4月、将軍、御三家を前に江戸城で興行される蹴鞠の儀式に参加、及び香道の指導・普及のため、宗栄は蹴鞠の飛鳥井、難波両家等と共に江戸に下った(『鸚鵡籠中記』)。享保6年（1721年）7月28日には、周防岩国藩士香梅軒清親（山縣一峯）が皆伝を受け一道を相伝している。このような流儀の展開を背景にして、宗栄は香道の諸式、儀礼等を含む指導教程書『香道箇條目録』の編纂に取り組み始め、これより志野流は全国へと広まっていく。

#### 九代 葆光斎宗先【1693年-1739年4月18日】

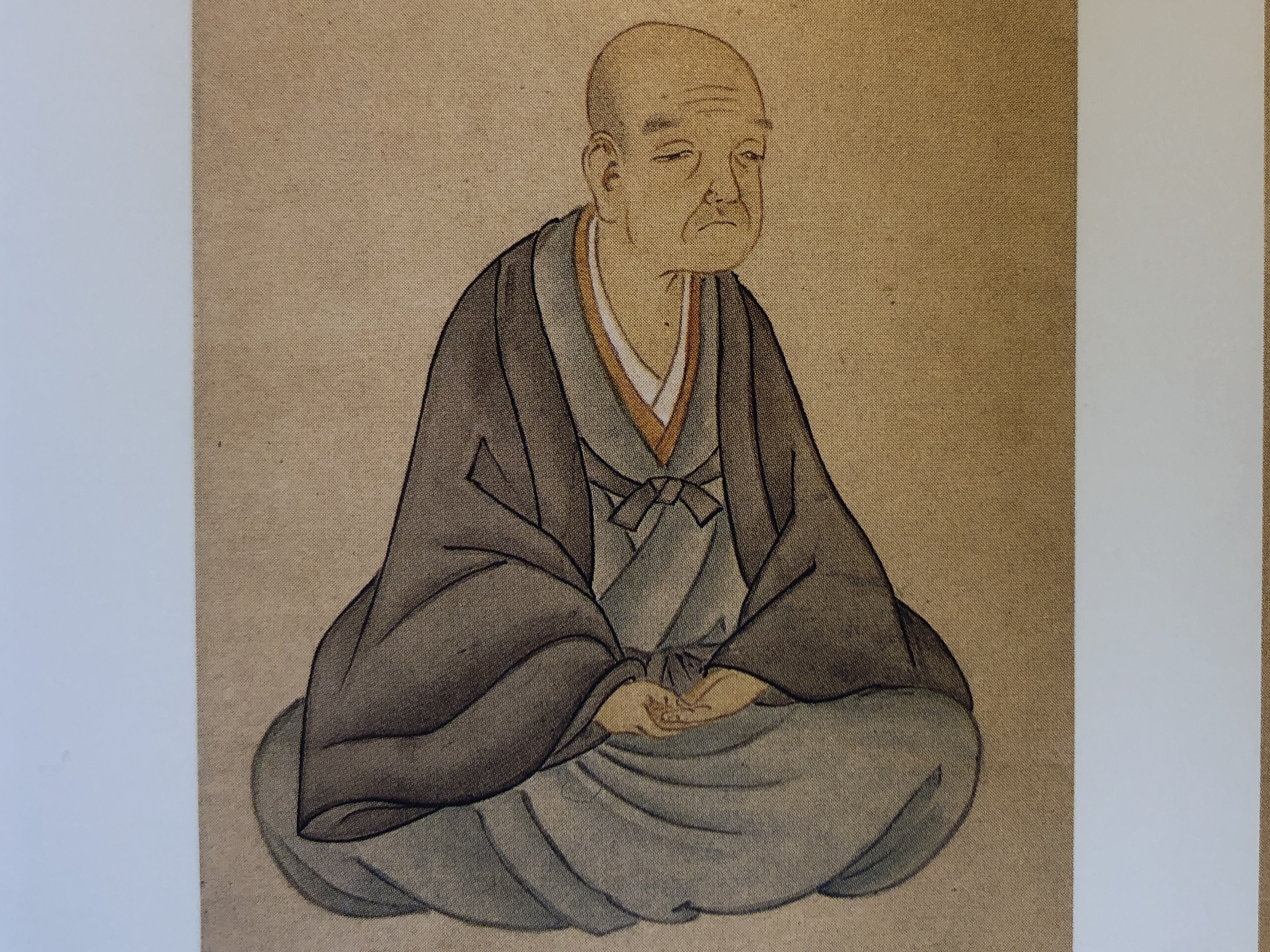
志野流9代家元 葆光斎宗先

9代目宗先は、『蜂谷家香事大系図』によれば「名は宣豊、元文二年四月十八日卒」とあり、『志野流香道大系図』他には「俗名丈助ト云　又、号葆光斎　宗栄嫡子ニシテ一道相続ス」と記されている。宗先は、それまで公家や武家などの一部特権階級のみで扱われていた香道を広く町民社会に置くことにより、香道人口を急激に増大させていく。現在も志野流に伝わる『諸国香道門人帳』は、当時の香道を習学する人名、役職、階層や出身地の範囲等を知る貴重な資料として残っている。また文筆家でもあった宗先は、秘伝書の整理に取り組み、そんな中『香道惑問』等を著し、代々受け継がれてきた伝授の幾つかを改革し集大成していく。また、三伝後の心技の錬磨を目的とした「五事七業式」「香の茶の湯三十六段」の設定、「家風香之新式」「古法一日十炷香之式」の改定、「香席法度」「源氏香記録正傍点図」「香具図式」などの解説書、秘伝書の編纂、改定を行った。

#### 十代 勝次郎【1722年-1748年6月4日】
10代目家元勝次郎は、享保7年（1722年）、宗先の長子として生まれ、寛延元年（1748年）6月4日に26歳という若さでこの世を去った。17歳という若さで家督を継いだので、当初補佐役として、静誉上人（知恩院寺中別院入信院住侶実道ト云）、近藤有元（土岐日向守茶頭）が務め、その後、宗家の補佐、後見を任とする執達制度が興ると、その筆頭であった藤野昌章（総持院家中）が勝次郎の後見として選ばれ、以降家元業務に携わっていく。その支えの中で、勝次郎は秘伝書を整備する傍ら、日々専ら斯道の自己研鑽に励んでいく。

#### 十一代 勝次郎豊光【1727年-1764年8月24日】
11代目家元勝次郎（豊光と号す）は、享保12年（1727年）、宗先の次子として生まれ、明和元年（1764年）8月24日に没した。豊光もまた兄勝次郎同様21歳という若さで相続している。豊光を知る文献としては、彦根の井伊家所蔵『香道目録』(天明5年忠常写本)一巻の奥書に「右志野流香道箇條目録京都蜂谷勝次郎伝書以写之畢」という記述が残っている。また、尾張徳川家に献上された蘭奢待二点には次の書付がある。「蘭奢待一木　目一分　由緒書別ニ有　右者當家手鑑香ニテ正銘無相違候此度依御所望進之候處実正也仍而極状如件　宝暦四甲戌閏二月廿五日　蜂谷勝次郎花押」、もう一枚は「蘭奢待出所　源三位入道頼政所持　一子仲綱ヨリ此間十五代有畧之　太田道灌入道持資傳来　此間数代畧之後世有故他家江附属之　松平越前守家来松平十蔵所持　右傳来之処有故　関東江献上　従京都依御所望被進之　東福門院様御所持　右御時代有故先祖蜂谷宗清拝領當家傳来　蜂谷勝次郎花押」の伝来系図である。

#### 十二代 式部【不詳-不詳】
『志野流香道系図及沿革』によれば、蜂谷式部、養子岡本伯耆守一子と記されている。岡本家は京都上賀茂の社司であり、蜂谷家の親族である。この時期、香道は一部特権階級だけでなく町人社会にも広まり、香道人口が増加の一途をたどったことが蜂谷家所蔵「諸国門人帳」からうかがえる。式部は短い期間であったが、この時代に活躍した家元である。

#### 十三代 式部豊充【不詳-1812年】
明和3年（1766年）、蜂谷家は再び岡本家より安房守一子豊充を養子として迎え、13代家元を継承する。12代式部と同様、明和から安永時代にかけての全国的な香道人口の増加に伴い、尾張国、紀伊国、摂津国、播磨国などへも度々下向した。後年、豊充は家元を14代貞重に譲り、長崎に渡って役人「伽羅目利」になる。約220年間にわたる鎖国の中、唯一の諸外国との窓口であった出島で、豊充は輸入される香木の価値基準、価格を査定する鑑定官を務める。なお、長崎では、役人巨知部忠栄や神職青木栄瀬他門人たちの庇護があったと考えられる。

#### 十四代 常足庵多仲貞重【1759年-1826年11月4日】

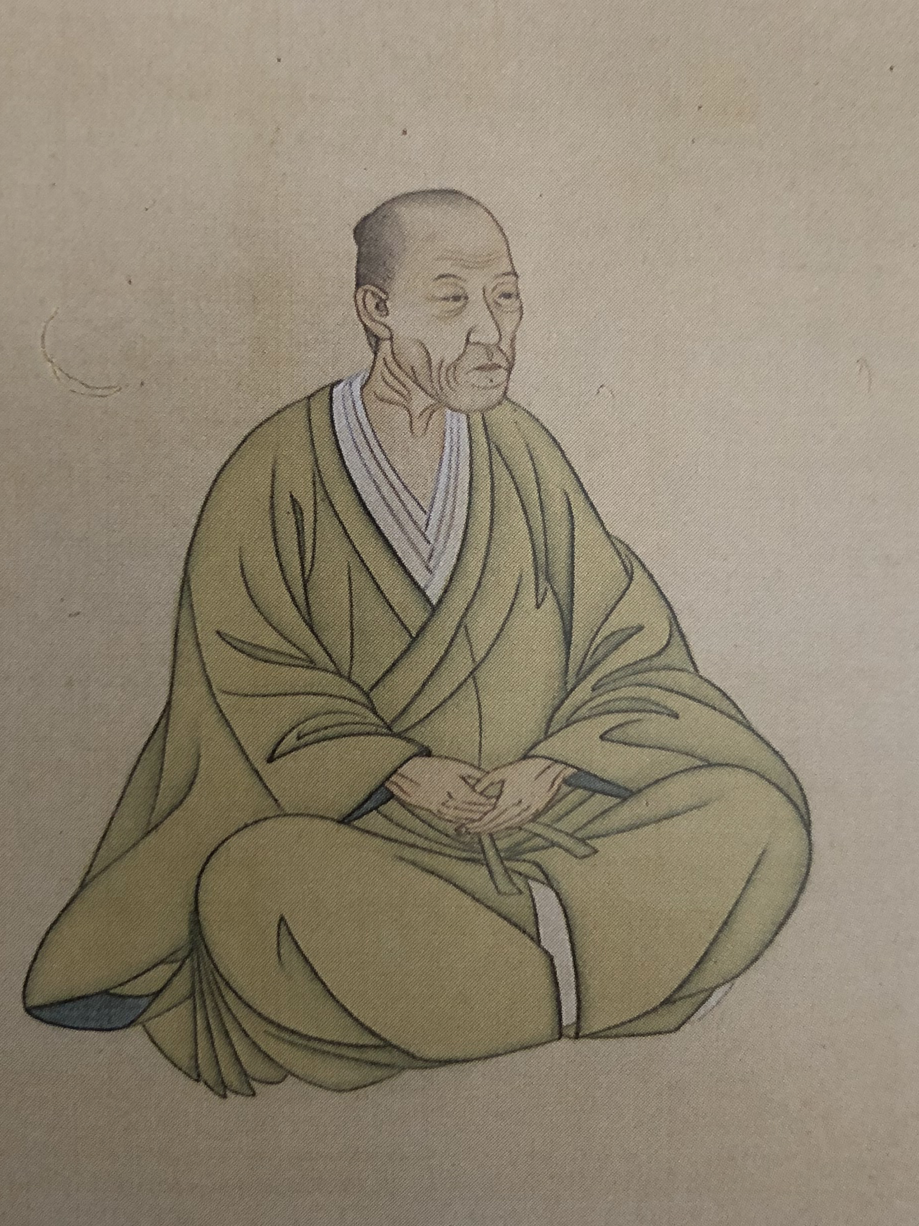
志野流14代家元 常足庵多仲貞重

志野流香道14代家元蜂谷多仲貞重は常足庵と号し、平戸藩主松浦清らの支援を受け志野流家元を継ぐ。志野流に伝わる門人帳によると、この時代の門人は、江戸在住の者が全体の約2割、東国では陸奥、出羽、尾張、伊勢など、西国では、京都から九州まで広く伝播していることが窺える。江戸では、観世新九郎豊純、観世権九郎豊照、尾張では、関戸鉄太郎信房、岡谷惣助真純ほか多数。また、赤穂藩主森忠賛（文化13年（1816年）11月3日に入門、志野流香道・志野流茶道とも皆伝）など城主や能役者、女性の入門者が増加した。若き日の貞重は、伝書や礼法・作法などの見直し、改革に意欲的に取り組んだ。特に、事実相違の伝書の書き改め、古法の悪しき事を改めて整理する作業を重点的に行った。

### 【明治時代】

#### 十五代 閑斎宗意【1803年-1881年3月18日】

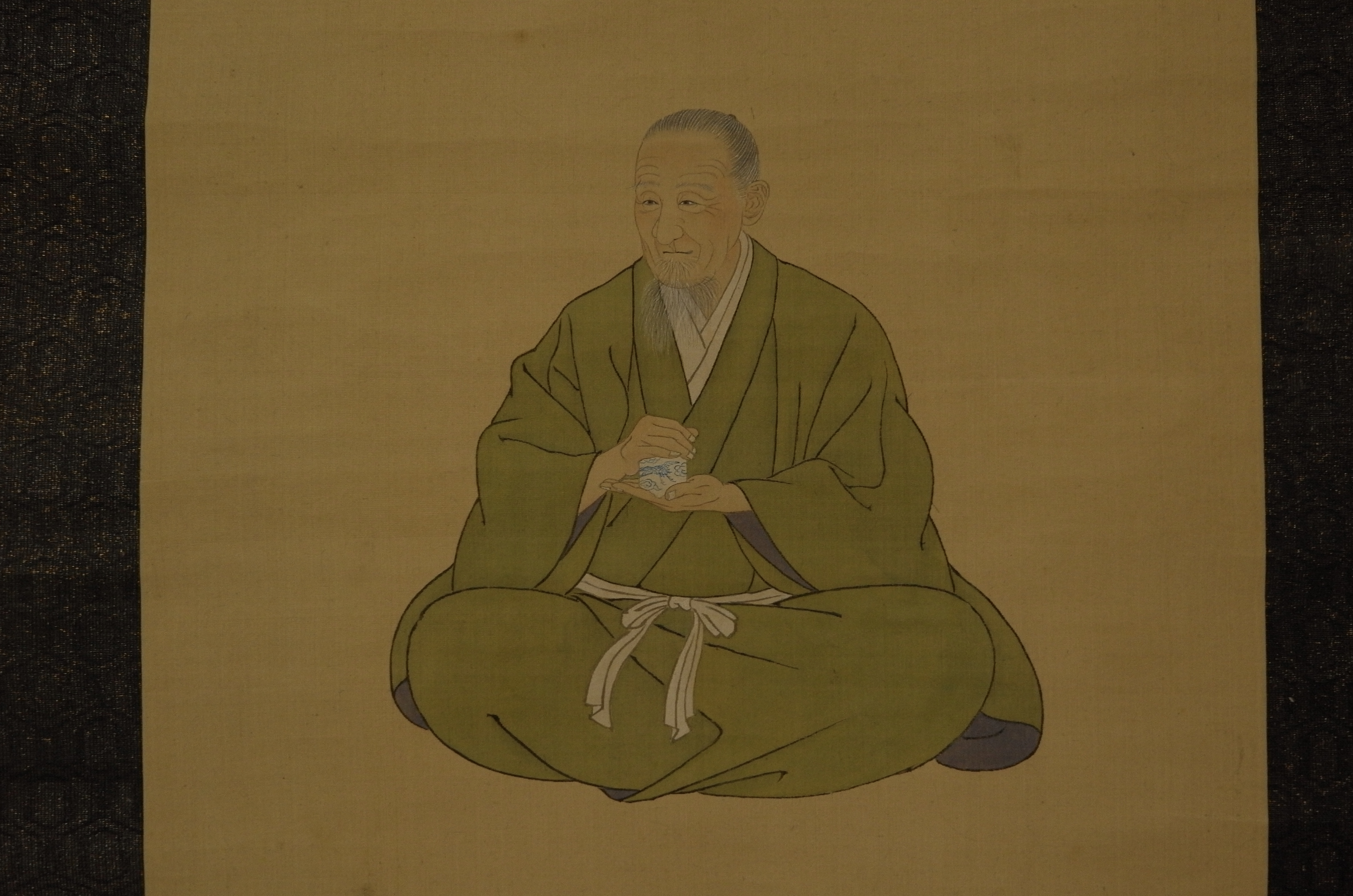
志野流15代家元 閑斎宗意

志野流香道15代家元蜂谷正親貞晴は貞重長子として享和3年（1803年）京都に生まれる。始め秀三郎といい信好斎と号すも、のち閑斎宗意と改める。門人には、千宗室（玄々斎不忘）や、関戸家、岡谷家、伊藤次郎三衛門のほか、尾張・三河の人が多い。また、江戸幕府の能役者、江戸城御本丸などの奥女中の名が、志野流門人帳の随所に見られる。志野流家元は、天明の京都大火災以来幕末までに4度の火災に遭遇し、その中幕末の騒乱を避けるため、京都の地を一旦離れ、尾張に疎開を決意する。

#### 十六代 士常斎宗敬【1837年-1890年9月3日】

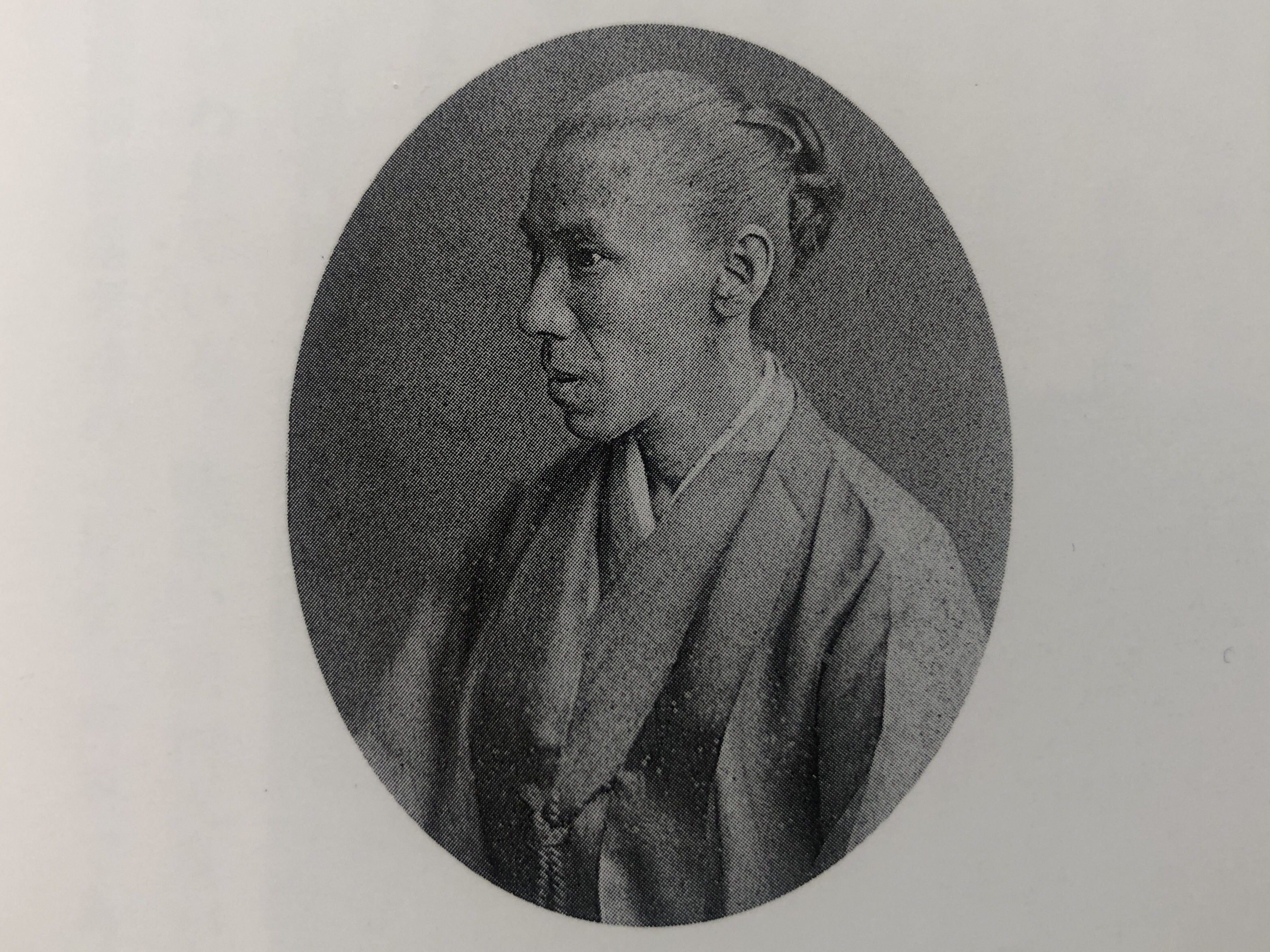
志野流16代家元 好古斎宗敬

志野流香道16代家元蜂谷宗敬は、貞晴次子として天保8年（1837年）京都に生まれる。始め敬三郎といい好古斎と号すも、のち士常斎と改める。明治政府の御一新により西洋諸国の文化が導入され、士常斎筆「入門仮姓名簿 明治十二年〜十七年」には、岐阜と京都合わせて37名を挙げているに過ぎず、依然として香道受難の時代が続く。その中でも、宗敬は家業をひたすらに守り続け、尾張徳川家に伝わる古帳によれば、明治18年（1885年）8月に、東京の尾張徳川家本邸で催される徳川家一族の香道稽古で使用する香木に仮銘を付け、東京へ廻送したとされる。また宗敬は茶道にも造詣が深く、宗意好みの茶席「関遊堂」を自邸他各所に造っている。

#### 十七代 桂香庵百枝【1834年-1907年1月18日】
17代桂香庵百枝は、貞晴の長女として天保5年（1834年）京都に生まれる。志野流初の女性の家元として活躍。記録によると、尾張徳川家邸に志野三棚の飾り付けを乞われて赴いたり、内国勧業博覧会での香席飾りの監修など行ったとある。門人には、東山銀閣慈照寺住職元禎上人、京都鳩居堂熊谷直行、負野小左衛門宗易、大阪の島村佐平（志野流茶道皆伝）らがいる。
＊志野三棚…香道具を飾る桑製の棚で、上・中・下があり、いずれの棚も四柱に房を掛け、足は雲足とし、戸棚には香道具などを入れ置く。この中棚にあたる志野棚を、利休は茶席で使えるよう利休袋棚に改めた。

### 【大正時代】

#### 十八代 頑魯庵宗致【1874年-1931年12月11日】

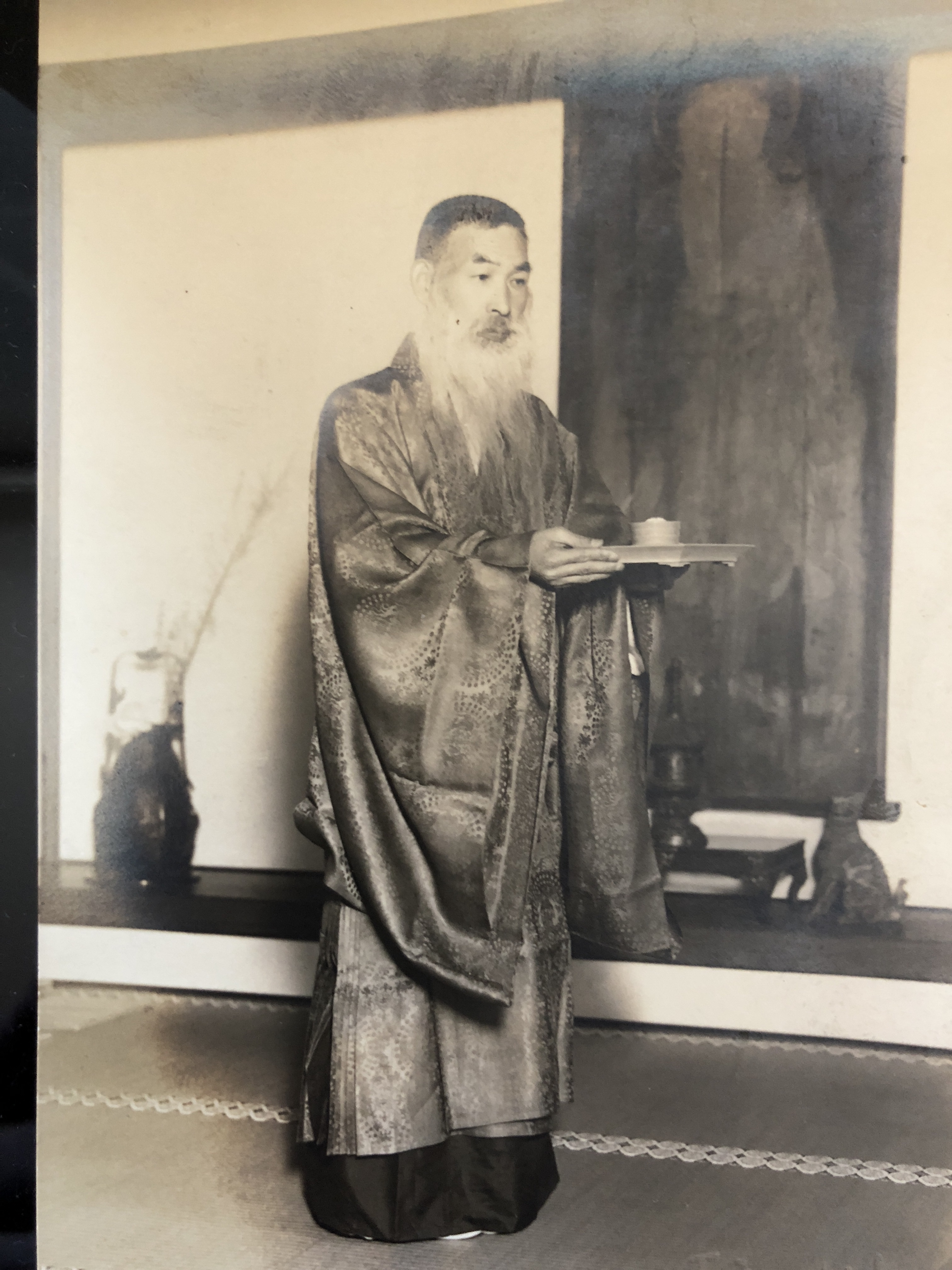
志野流18代家元 頑魯庵宗致

志野流香道18代頑魯庵宗致は、常瑞寺釈了吾の長子として明治7年（1874年）名古屋に生まれる。明治維新以降昔日の影を留めない程に衰退した香道に対する憂いと、子々孫々受け継がれてきた志野流香道の継承者としての使命感が、宗致の香道復興に寄せる並々ならぬ熱意へと結びついていく。大正10年（1921年）聖徳太子墓所とされる叡福寺（大阪府南河内郡太子町）において、遠忌聖徳太子1300年献香式を盛大に執り行う。続く大正12年（1923年）には、京都最古の寺院であり、聖徳太子信仰の太秦広隆寺で、一週間に亘り献香式を執り行う。またこの頃宗致は香道普及のため一大決心をする。聞書や四季花結びの他、それまでは他見を許さずとされてきた伝書の一部を活字による公開を試みたのである。大正15年（1926年）9月12日には、京都八坂の清々館において参会者が室町時代の扮装（公卿・武人・僧侶・女官など）をしての興味深い「時代扮装聞香会」を宗致は行う。組香は競馬香で、執筆は長子貞靖、のちの19代家元宗由が務めた。更にこの時期には近衞邸で宗致の指導で再三聞香会も開かれるようになり、旧来の門人たちも再び戻りつつあった。

### 【昭和時代】

#### 十九代 幽求斎宗由【1902年-1988年3月23日】

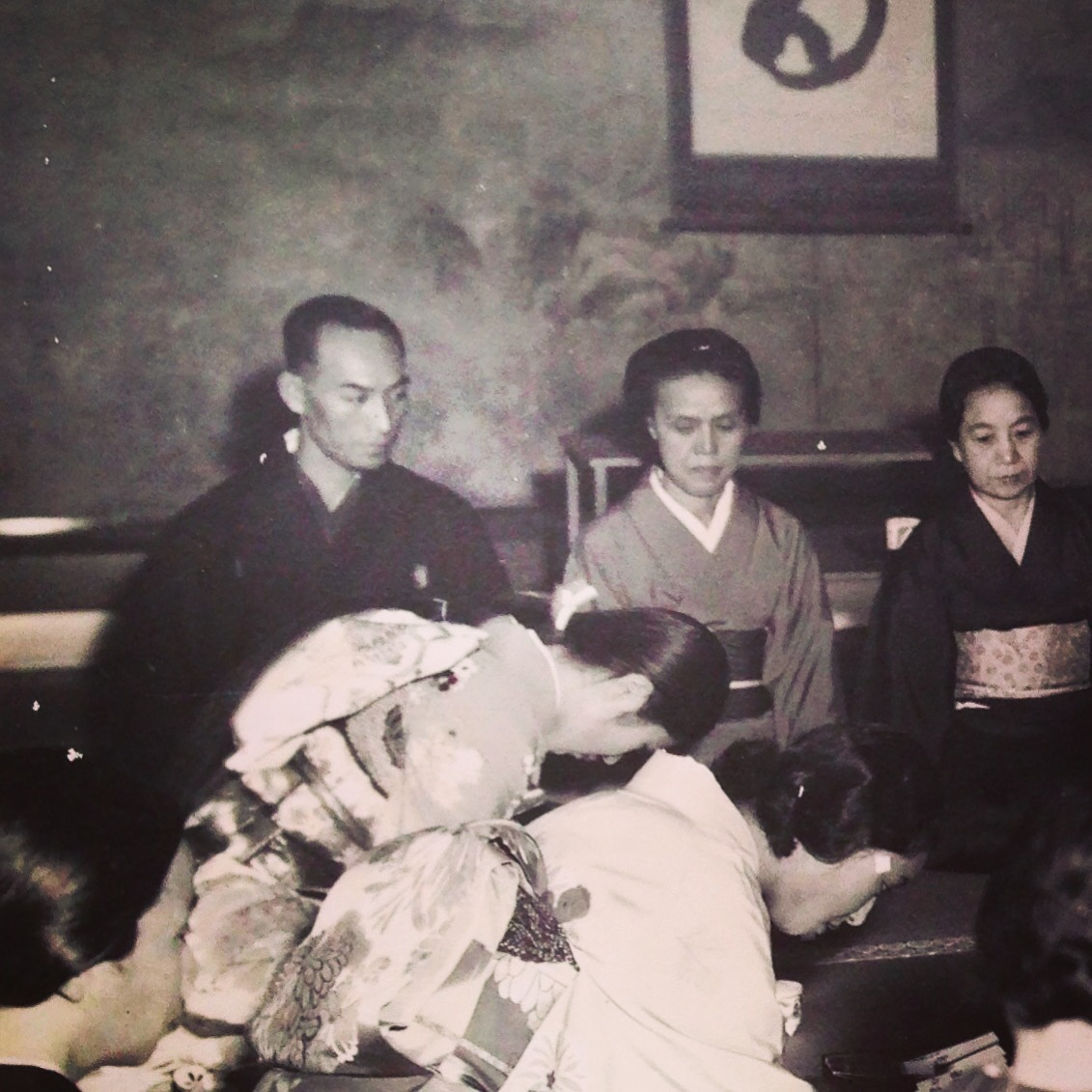
志野流19代家元 幽求斎宗由

19代幽求斎宗由は宗致の長子として明治35年（1902年）名古屋に生まれる。昭和6年（1931年）宗致亡き後、29歳の若さで家業を継ぐ。昭和7年（1932年）、臨済宗妙心寺派徳源寺に入門、修行生活に入る。昭和15年（1940年）、宗由は志野流家元としての使命の一つである香木の鑑定作業を、尾張徳川家（徳川美術館）からの依頼で香木二千数百点に対して行う。12月に行われた「東大寺（蘭奢待）」2点に関しては肉眼での鑑定によったが、以降昭和18年（1943年）3月14日に至る鑑定は全て聞香による形式がとられた。戦時中は、自身のみならず、香道具、伝書類も疎開させ、疎開先において一子相伝の伝承を決して途切れさせぬよう、日々稽古に励んだ。戦後は、昭和19年（1944年）の名古屋大空襲により焼失した自邸を復興する傍ら、逸早く「松隠会」という全国組織を再編成し、多くの人々に門戸を広げて香道人口の拡大を図っていく。また神社仏閣での献香式も再開し、現在も上賀茂神社、春日大社、薬師寺、伊奘諾神宮、笠間稲荷神社含む全国で神仏に対し香りを奉納している。宗由は、生涯に亘り、己の感覚を研ぎ澄ますため、時には1日に百回も、また夜を徹して香を聞き続けたという。昭和63年（1988年）3月23日没。京都上京区、蜂谷家菩提寺報恩寺に眠る。

### 【平成時代】

#### 二十代 幽光斎宗玄 【1939年-】

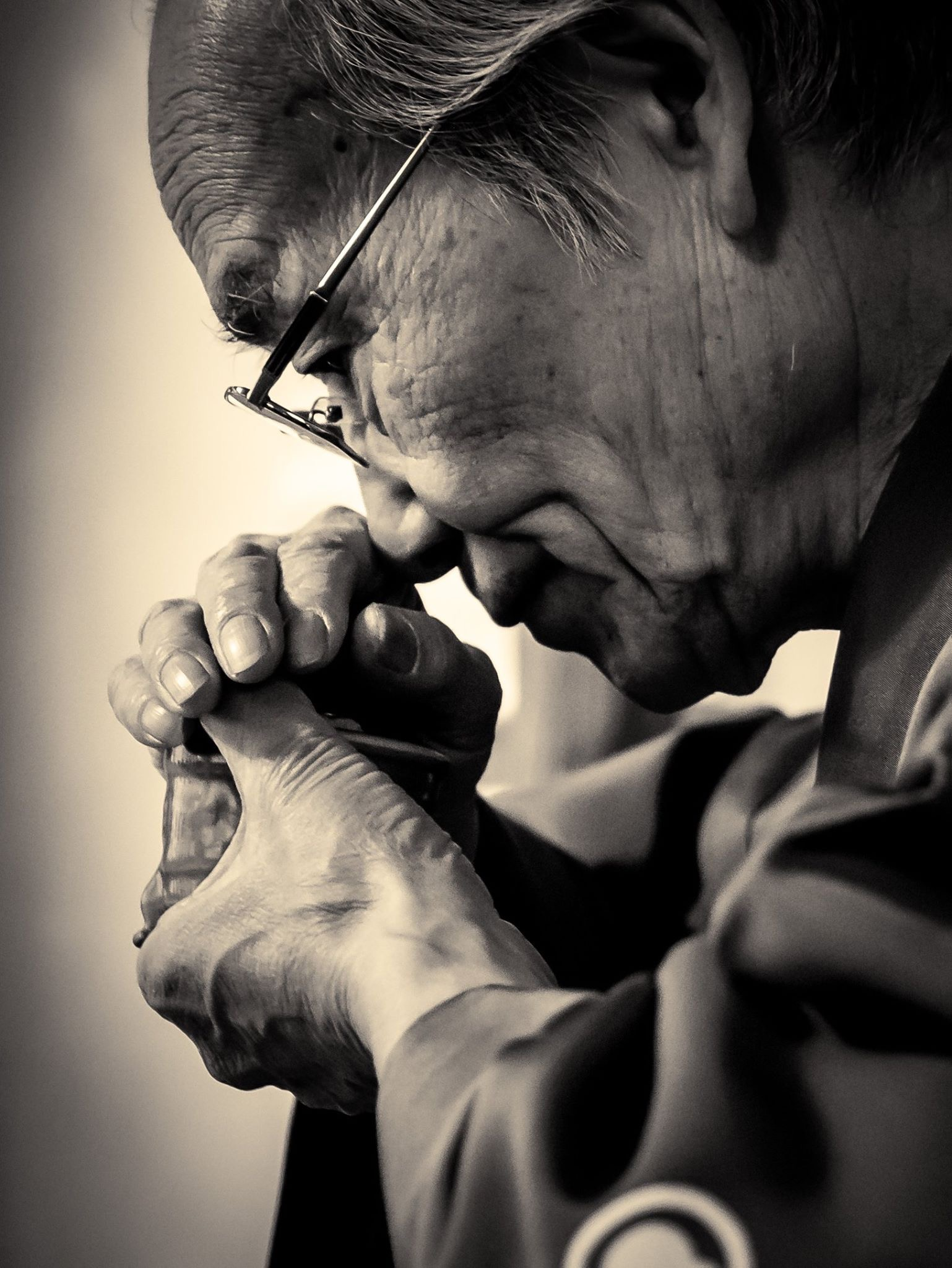
志野流20代家元 幽光斎宗玄

室町時代より500年に亘り日本の三大伝統文化である香道と茶道を継承してきた志野流前家元。第19世家元の嫡男として幼少期より父宗由の下、戦後の厳しい環境下において研鑽に励み、大学卒業後は歴代家元の倣い臨済宗、岐阜県の正眼僧堂にて修行。妙心寺派管長梶浦逸外老師より斎号「幽光斎」宗名「宗玄」を拝受、昭和62年（1987年）5月志野流20世家元を継承。以後、室町時代より一子相伝の形により香道を一度も途切れる事なく継承してきた唯一の家元として、日本各地の教場、文化センターにおいての教授、各公設機関での講演活動など行い現在も香道の普及発展に努めている。また香道の会員組織、松隠会を再発足させ戦後少数であった香道人口を増やす事に尽力、現在、全国に200ヶ所の教場を構えるまでに至った。文部省（現文部科学省）主催の国民文化祭に昭和61年（1986年）の第1回より本年まで連続34回参加、香席を担当。昭和63年（1988年）、「第1回日中文化交流大会」のため、中国各地寺院にて献香の儀を挙行。平成元年（1989年）、当時の薬師寺管長高田好胤に随行し、インド各地佛跡にて献香の儀を挙行。 同年、フランス政府の招聘により「フランス革命200周年記念行事」としてパリで献香の儀を挙行。平成6年（1994年）、玄奘三蔵1330年忌大般若経奉納の行事として西安興教寺、大慈恩寺、成都文殊院で献香の儀を挙行。平成20年（2008年）、日仏交流150周年記念行事として、パリのプティパレ美術館にて献香の儀を挙行。 海外との文化交流として世界各国での啓蒙活動を盛んに行っている。一方で、後世に香道という世界に唯一無二の香り文化を遺すべくベトナムでの植林活動を家元20代目にして初めて行い、今もその成長を見守りつつ、本物の「香道」を守るため、ユネスコ無形文化遺産登録実現に向けての活動を始めている。平成17年（2005年）には、文化庁長官河合隼雄(当時)より「文化庁長官賞」の表彰を受けている。

### 【令和時代】

#### 二十一代 一枝軒宗苾【1975年-】

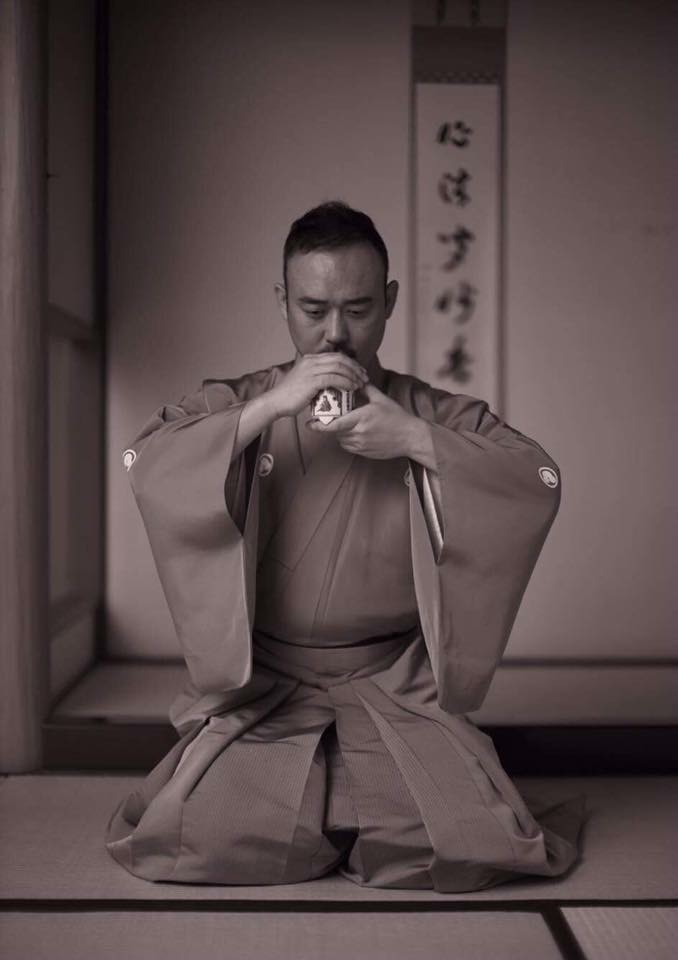
志野流21代家元 一枝軒宗苾

志野流香道及び茶道20世幽光斎宗玄の嫡男。大徳寺530世住持泉田玉堂老大師との一対一での生活を終え、2004年玉堂老大師より宗名「宗苾」を拝受。現在、家元として全国教場及び海外支部(パリ・ロンドン・ボローニャ・北京・上海・杭州・香港)等での教授、幼稚園から大学での講演を開催し、香道という日本独自の香り文化を通し各国との交流を図り、「文化によって人と人、国と国を繋げる」思いのもと世界各地で稽古を行なっている。一方で、香道を国の重要無形文化財、ユネスコの無形文化遺産登録を目指した活動、また稀少な香木を後世に遺していくためベトナムでの植林プロジェクトや、幼児教育やストレス社会に香り文化がどう関わっていけるかの研究を行う施設”KODO LABO”を開設、様々な活動を行なっている。
平成21年度文化庁文化交流使／一般社団法人日本文化継承者協会代表理事／一般社団法人日本文化デザインフォーラム幹事／フランス調香師協会名誉会員／日本ソムリエ協会名誉ソムリエ

## 年表
| 西暦   | 元号     | 事象 |
| ------ | -------- | --- |
| 1478年 | 文明10年 | 初代宗信が、8代将軍足利義政の同朋衆香道の師として召し抱えられる。義政が東山泉殿にて六種薫物合を催す。 |
| 1479年 | 文明11年 | 義政が、東山泉殿にて六種香合を催す |
| 1486年 | 文明18年 | 慈照寺東求堂建立に際し、宗信が名香「八重垣」を炷く。「八雲立つ 出雲八重垣つまこめに 八重垣つくる その八重垣を」 |
| 1501年 | 文亀元年 | 宗信が、自邸にて十種香合を催す。この頃香道の基礎完成 |
| 1502年 | 文亀2年  | 宗信が、「志野宗信香之筆記」を著す |
| 1523年 | 大永3年  | 2世宗温が、「参雨斎香之記」を著す |
| 1584年 | 天正12年 | 4世宗悟が、「香道規範」を著す |
| 1633年 | 寛永10年 | 6世宗冨が、7月7日仙洞御所に於いて後水尾院の催した七夕七種御遊の内、七夕香の会で香元(手前)を務める |
| 1710年 | 宝永7年  | 8世宗栄が、香道の指導・普及のため、蹴鞠の飛鳥井、難波両家等と共に江戸に下り、将軍、御三家を前に江戸城で興行された蹴鞠の儀式に参加する |
| 1734年 | 享保19年 | 9世宗栄が、「香道箇条目録」を著す |
| 1748年 | 寛延元年 | 11世勝治郎の時代に「香道要略引」「香銘総論」が出版される。この頃の志野流香匠、観世新九郎豊純、表千家7代如心斎宗左 |
| 1783年 | 天明3年  | 12世式部の時代「香道真伝」「香之茶湯三十六段」が出版 |
| 1787年 | 天明7年  | 志野流「諸国香道門人帳」が成立する。この時代で全国に大名以下、町人、武家、奥女中、僧侶も含め、数千人の門人を抱えるようになる |
| 1825年 | 文政8年  | 14世貞重が「香説秘書」「書院整飾古儀目録」を著す。この頃の志野流香匠、裏千家11代玄々斎宗室、関戸信房 |
| 1864年 | 元治元年 | 15世宗意の時、幕末「禁門の変（蛤御門の変）」に巻き込まれ家屋を焼失。尾張徳川家の庇護を受け尾張(名古屋)に転移する |
| 1939年 | 昭和14年 | 19世宗由が尾張徳川家の依頼により、徳川美術館に所蔵されている数千種類の香木を鑑定、また、無名の香木に仮銘を付けさせて頂く |
| 1986年 | 昭和61年 | 文部省（現文部科学省）主催、国民文化祭に第1回より本年まで連続34回参加、蜂谷宗玄が香席を担当 |
| 1988年 | 昭和63年 | 蜂谷宗玄が志野流20世家元を襲名。名古屋市無形文化財に認定。「第1回日中文化交流大会」中国各地寺院にて献香の儀を執り行う |
| 1989年 | 平成元年 | フランス革命200年祭に際し、20世蜂谷宗玄がフランス政府の招聘により、フランス各地で献香式を執り行う |
| 1993年 | 平成5年  | 国民文化祭にて20世宗玄が皇太子ご夫妻ご案内の役目を仕る |
| 1994年 | 平成6年  | 薬師寺玄奘三蔵1330年忌大般若経奉納に随行、20世宗玄が中国 西安興教寺・大慈恩寺・成都文殊院などで日中文化交流として献香式を執り行う |
| 1995年 | 平成7年  | 日本への香木漂着1400年を記念し、20世宗玄が淡路島伊弉諾神宮に 「香の碑」を建立、除幕式及び献香式を務める |
| 1996年 | 平成8年  | 20世宗玄が、高田好胤薬師寺管主に随行、20日間に渡りインド仏跡各地にて献香の儀を執り行う |
| 1998年 | 平成10年 | 20世宗玄が、歴代家元で初めて香木の繁殖地ベトナムの山地に足を運び、後世に香木を遺していくための植林活動を開始する |
| 2005年 | 平成17年 | 20世宗玄が「文化庁長官賞」を受賞、文化庁長官河合隼雄より表彰を受ける。蜂谷宗玄の嫡男貞統が大徳寺の修行を終え下山、大徳寺530世住持泉田玉堂老大師より軒号宗名「一枝軒宗苾」を拝受、流儀継承者となる                                                          |
| 2008年 | 平成20年 | 慈照寺国際文化交流の一員として、日仏友好150周記念事業において20世宗玄がフランス、プティパレで献香式を務める |
| 2009年 | 平成21年 | 21世家元継承者蜂谷宗苾が、文化庁「海外交流使」に任命され渡仏、半年以上に渡って世界各国で香道の啓蒙活動を行う |
| 2017年 | 平成29年 | 京都上京区報恩寺にある志野流歴代家元墓跡修復事業が行われる |
| 2022年 | 令和4年  | 徳川将軍家ゆかりの大本山増上寺にて、「献香の儀」が執り行われる。世界平和の祈りを込め、20世家元幽光斎宗玄の手によって名香「蘭奢待」が炷かれる |
| 2023年 | 令和5年  | 志野流発祥の地、京都東山慈照寺にて、初代志野宗信五百回忌遠忌法要を執り行う |
| 2025年 | 令和7年  | 京都東山慈照寺東求堂内、仏間に安置されている室町八代将軍足利義政公木像前に、初代志野宗信選出「六十一種名香」の一つ『賀』を一枝軒宗苾が供香。継承が行われるのは38年ぶり。名香『賀』は三代将軍義満公の五十歳の祝宴で使用され、以降足利家祝いの場で炷かれた。 |

## 許状
志野流における許状取得は、その伝統・道程を守るため、社中増加・流儀拡大を基本的に良しとしておらず、入門から各許状の発行及び伝授式は全て家元一人が執り行っている。特に初めの入門基準には厳しいものがあり、志野流の門人としての心構え、聞香の基本所作を習得する稽古が続き、家元と共に志野流香道の精神と伝統を守り続けることを誓約し入門が許される。なお、志野流香道で学んだ伝統、秘伝、及び作法等に関する知識、技能は他言してはならず、志野流香道で学んだ知識などをもとに、自ら流派、分派、組織を立ち上げることは許されていない。
|      | 許状                                   | 概要     | 備考 |
| ---- | -------------------------------------- | -------- | --- |
|      | 入門（にゅうもん）                     | 準会員   | 志野流聞香の初歩を学ぶ |
| 初伝 | 六国五味伝（りっこくごみでん）         | 正会員   | 古くは最後に受ける伝授であったが、志野流門人にとっては一生学び、習得する重要な内容であるため、現在は初伝として初めに家元から伝授を受ける |
| 二伝 | 炷合（たきあわせ）                     | ↓        | 数名の門人が集い、それぞれが持ち寄った四季・雑(無季)・祝の香木の銘と香りで、春夏秋冬、春夏秋冬と香銘を繋いでいく聞香形式 当季から始まり、各々が前者が出した銘に合う次の香を炷き出す 季節を戻らない、季節が変わるごとに無季の雑の香を炷くなど約束事が多く、長い時は休憩をはさみながら終日行われる |
| 三伝 | 炷合十種式（たきあわせじゅっしゅしき） | 師範会員 | 一つの香炉(銀葉)に二つの香木を載せ、その香りを聞き分けるという、とても難しい組香を行う 技術力ではなく、精神力が問われる伝授である これより、門人は志野流高弟の部類に入り、「引次」を受けることにより教授者の資格を与えられる                                                                     |
| 四伝 | 古法百炷聞（こほうひゃくちゅうぎき）   | ↓        | 志野流組香内十組の内十番「十炷香」を十名で休みなく十回繰り返す、満点の者は百点になる この伝授も、禅の如く無心で香を聞くための修行であり、古くは、志野流の門人としての聞香修練のため、百炷聞を十回行う「千炷聞」も行われた                                                                        |
| 五伝 | 名香合（めいこうあわせ）               | ↓        | 初代志野宗信が選定した六十一種名香を使用した香合わせ |
| 六伝 | 作銘香（さくめいこう）                 | ↓        | 本来、香木に名(銘)を付けるのは天皇、公家、大名そして家元に限られているが、志野流では、この作銘香の伝授を家元から受けると自ら香木に銘を付けることが許される |
| 七伝 | 連理香（れんりこう）                   | 皆伝者   | 皆伝 |

## 志野流組香目録
志野流では、新春家元での初聞香会における「万歳香」(五十組の五十番)で一年が始まり、以降四季を通し聞香の修練を重ね、十二月最後の稽古日に「歳暮香」(五十組の二十五番)を行い締め括る。この際には、翌年の稽古に使用するようにと、家元手製の炭団が各教授者に配られる。

### 【内十組】
1,十種香　2,宇治山香　3,小鳥香　4,小草香　5,源氏香　6,花月香　7,競馬香　8,名所香　9,矢数香　10,十炷香

### 【三十組】
1,系図香　2,古今香　3,烟競香　4,忍香　5,住吉香　6,新月香　7,三友香　8,星合香　9,三夕香　10,一二三香　11,草木香　12,鳥合香　13,時鳥香　14,鴬香　15,三躰香　16,宇治香　17,四季歌合香　18,四節香　19,山路香　20,五色香　21,雨月香　22,蛙香　23,雪月花香　24,四季香　25,雲月香　26,三景香　27,寝覚香　28,時雨香　29,春秋香　30,千鳥香

### 【四十組】
1,子日香　2,梅花香　3,梅烟香　4,雉子香　5,桜香　6,卯花香　7,五月香　8,郭公香　9,山路香　10,篝火香　11,千草香　12,女郎花香　13,月見香　14,名月香　15,望月香　16,野分香　17,菊合香　18,龍田香　19,時雨香　20,落葉香　21,宇治名所香　22,難波名所香　23,玉川香　24,二見香　25,陸奥名所香　26,源氏京極四町香　27,乙女香　28,空蝉香　29,四季恋歌合香　30,松風香　31,六歌仙香　32,替花月香　33,ウ客香　34,杜律香　35,三種加客香　36,扇争香　37,琴玉香　38,五方香　39,住吉香　40,三千年香

### 【五十組】
1,初音香　2,禁裏香　3,花鳥香　4,小蝶香　5,暮春香　6,花王香　7,子規香　8,四季時鳥香　9,名所鵜川香　10,五月雨香　11,初秋香　12,仲秋香　13,暮秋香　14,名月香　15,空月香　16,松月香　17,鈴虫香　18,重陽香　19,有明香　20,徒然香　21,菊花香　22,替住吉香　23,初冬香　24,冬月香　25,歳暮香　26,玄冬香　27,三嶋香　28,三壺香　29,名橋香　30,恋題歌合香　31,四季比翼香　32,四季三景香　33,仙洞香　34,煙争香　35,轉任香　36,賞花香　37,賈嶋香　38,五行香　39,五音香　40,五常香　41,一首十躰香　42,山海香　43,源氏三習香　44,三教香　45,詩歌歌合香　46,四季音信香　47,松花香　48,慶賀香　49,千年香　50,萬歳香　

### 【外組】
1,初春香　2,若菜香　3,青柳香　4,替暮春香　5,初瀬香　6,杜若香　7,躑躅香　8,替山路香　9,夏月香　10,菖蒲香　11,空蝉香　12,盧橘香　13,蓮葉香　14,蓮香　15,納涼香　16,晩夏納涼香　17,氷室香　18,七夕香　19,替千種香　20,秋夜香　21,三夜香　22,松虫香　23,替松虫香　24,海月香　25,秋月香　26,新月見香　27,有明香　28,冬夜香　29,一陽香　30,替一陽香　31,雪見香　32,水鳥香　33,煙雪香　34,難波香　35,難波津香　36,三徳香　37,異三徳香　38,替一二三香　39,玉橋香　40,歌集香　41,三代集香　42,新古今香　43,続古今香　44,歌争香　45,歌仙香　46,贈答香　47,探題香　48,替寝覚香　49,十友香　50,替五色香　51,琵琶香　52,高麗香　53,烟競香　54,三種香　55,二炷十炷香　56,十一炷香　57,二組同香　58,貢香　59,風雅香　60,八卦香　61,鳥跡香　62,雲井香　63,駒止香　64,八景香　65,玉章香　66,賓客香　67,草花香　68,恋草香　69,関守香　70,替四季香　71,替雪月花香　72,四季花鳥香　73,及第香　74,桜井香　75,三星香　76,松竹梅香　77,御幸香　78,和漢六儀香　79,扇争香　80,追善香　81,三戒香　82,福寿香　83,嘉祝香　84,新慶賀香　85,遐齢香　86,替千年香　87,常盤香

### 【外盤物十組】
1,花軍香　2,闘鶏香　3,芳野香　4,六儀香　5,源氏舞楽香　6,蹴鞠香　7,相撲香　8,龍田香　9,呉越香　10,鷹狩香

## 志野流香道具

### 志野袋(しのぶくろ)
志野流香道の手前の中で、「四方盆手前」で使用する。元々は、聞香会に参加する際、使用する香木を入れて持ち寄るものであった。なお、月日は旧暦を基本とする。

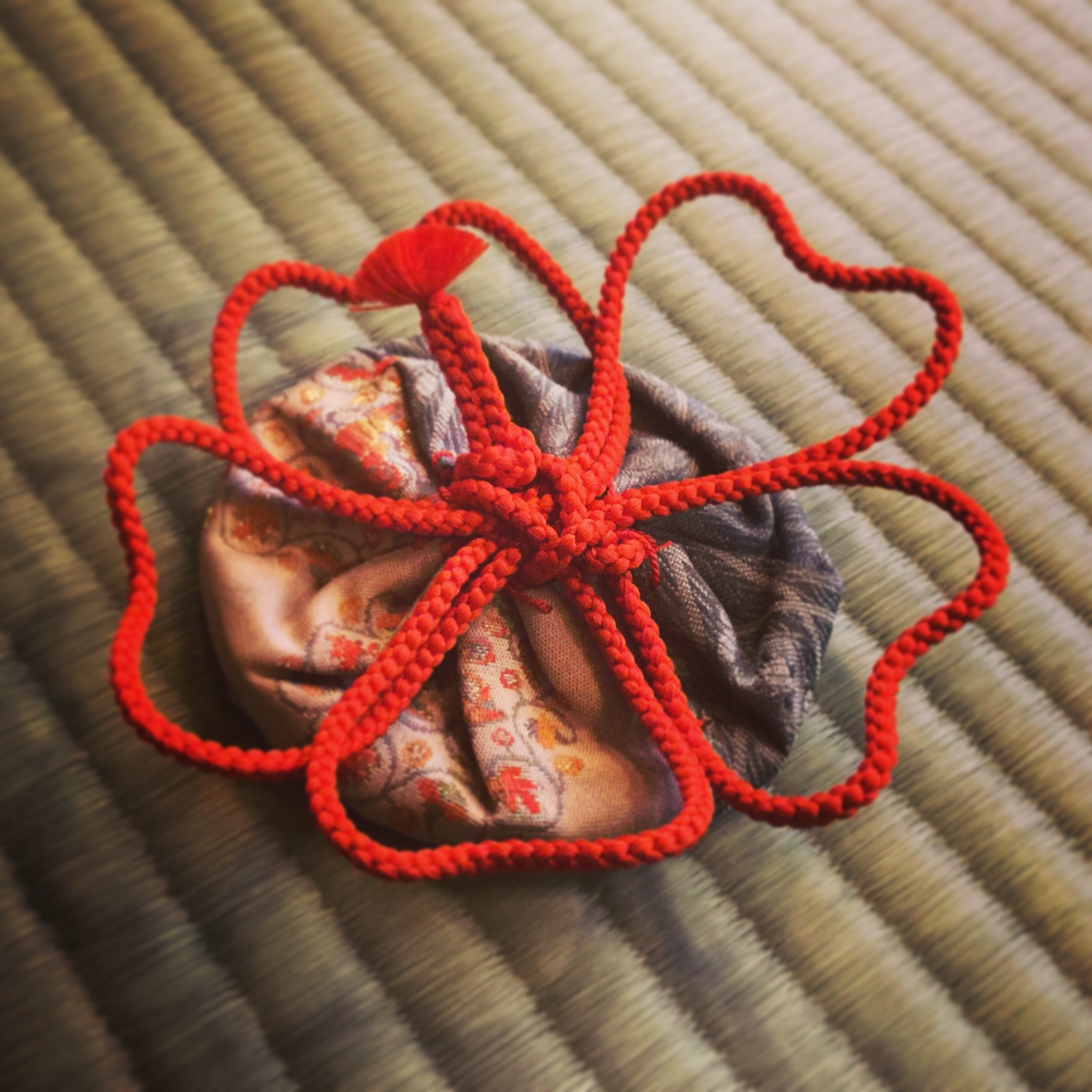
志野結び(表二月) -桜花-

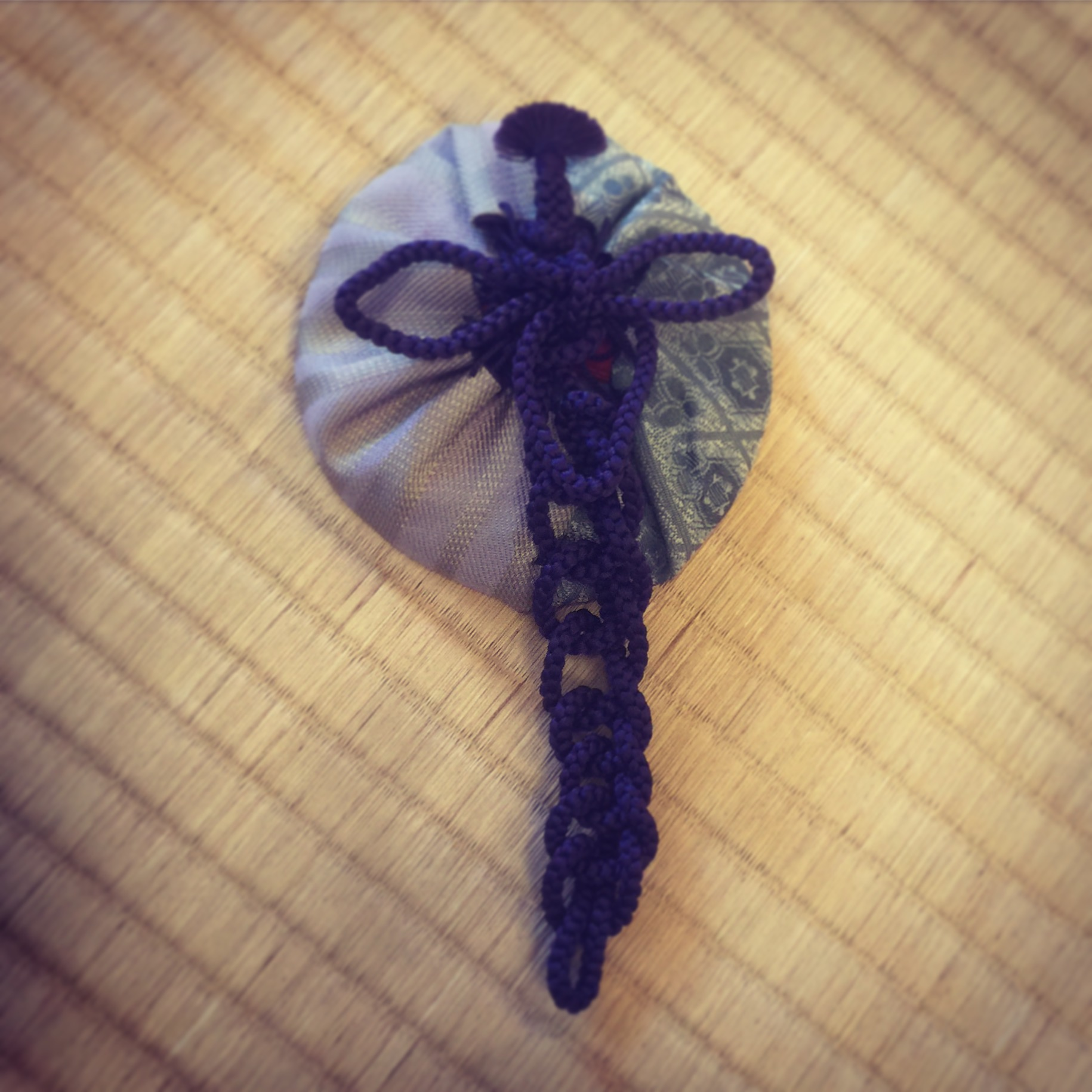
志野結び(表三月) -藤-

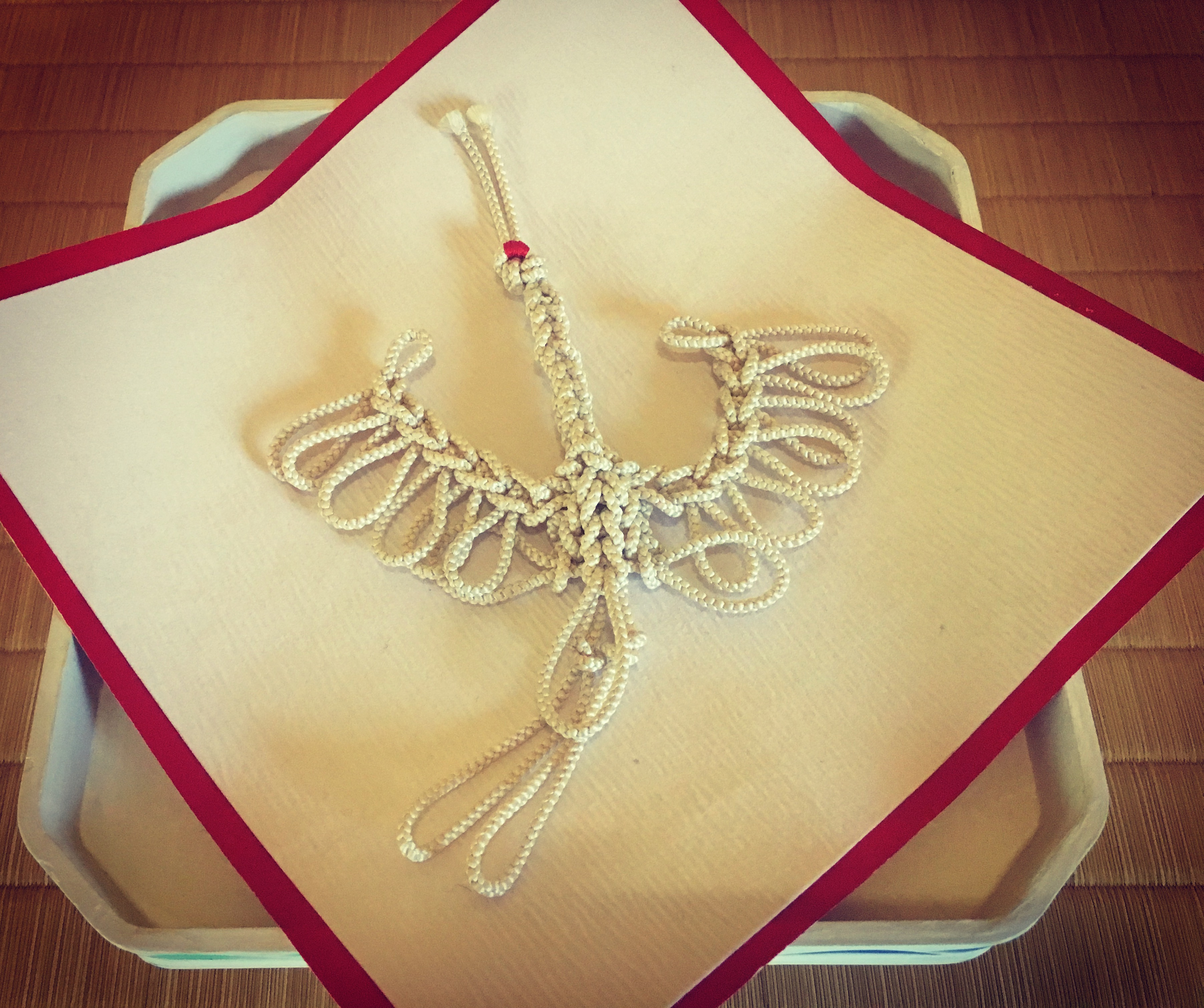
志野結び -鶴-

| 月     | 花(表) | 花(裏) |
| ------ | ------ | ------ |
| 一月   | 梅花   | 福寿草 |
| 二月   | 桜花   | 桜草   |
| 三月   | 藤     | 桃     |
| 四月   | 葵     | 撫子   |
| 五月   | 菖蒲   | 鉄仙   |
| 六月   | 蓮     | 百合   |
| 七月   | 朝顔   | 桐花   |
| 八月   | 桔梗   | 竜胆   |
| 九月   | 菊     | 蘭     |
| 十月   | 紅楓   | 萬紅葉 |
| 十一月 | 水仙   | 山茶花 |
| 十二月 | 雪持笹 | 椿     |

## 志野流茶道
歴代家元の詳細は、上記を参照。
| 代     | 道号       | 生没年                |
| ------ | ---------- | --------------------- |
| 初     | 宗信       | 1443年-1523年3月18日  |
| 二     | 宗温       | 1477年-1557年         |
| 三     | 省巴       | 1502年-1571年         |
| 四     | 宗悟       | 不詳-1584年8月18日    |
| 五     | 宗因       | 不詳-1607年9月24日    |
| 六     | 宗冨       | 不詳-1660年           |
| 七     | 宗清       | 不詳-1688年10月18日   |
| 八     | 宗栄       | 不詳-1728年4月26日    |
| 九     | 宗先       | 1693年-1739年4月18日  |
| 十     | 勝次郎     | 1722年-1748年6月4日   |
| 十一   | 勝次郎豊光 | 1727年-1764年8月24日  |
| 十二   | 式部       | 不詳                  |
| 十三   | 式部豊充   | 不詳-1812年           |
| 十四   | 貞重       | 1759年-1826年11月4日  |
| 十五   | 宗意       | 1803年-1881年3月18日  |
| 十六   | 宗敬       | 1837年-1890年9月3日   |
| 十七   | 百枝       | 1834年-1907年1月18日  |
| 十八   | 宗致       | 1874年-1931年12月11日 |
| 十九   | 宗由       | 1902年-1988年3月23日  |
| 二十   | 宗玄       | 1939年-               |
| 二十一 | 宗苾       | 1975年-               |

一方で鳥取藩の支藩鳥取東館の池田仲雅が志野流の茶道を好み、流祖像を作り大谷平奉弘を茶頭として志野流茶道を指導させたことから、志野流の元来の茶道が因幡地方に伝来することになった。因幡においては合議にて流祖像の継承者を決めている。
| 世   | 名       | 斎号   | 生没年               | 備考 |
| ---- | -------- | ------ | -------------------- | ---- |
| 十   | 蜂谷貞重 | 常足庵 | 1759年-1826年11月4日 |      |
| 十一 | 大谷春水 | 月下庵 | 不詳-1849年          |      |
| 十二 | 久保宗範 | 松風斎 | 1794年-1864年        |      |
| 十三 | 中山山中 | 月松斎 | 1814年-1876年        |      |
| 十四 | 河田直   | 松月斎 | 1824年-1900年        |      |
| 十五 | 鵜殿長   | 和月庵 | 1834年-1908年        |      |
| 十六 | 岡政令   | 酔月庵 | 不詳-1923年          |      |
| 十七 | 藤井宗仙 | 如月庵 | 1880年-1968年        |      |
| 十八 | 藤井宗生 | 松風庵 | 1923年-              |      |